# 大同區 (臺灣)
25°03′58″N 121°30′56″E / 25.065986°N 121.515514°E
大同區位於臺灣臺北市西部，西側為淡水河，為臺北市發展最早的區域。面積約為5.6815平方公里，是臺北市面積最小的行政區。全區範圍大致涵蓋大稻埕與大龍峒等地，其中大稻埕曾繁華一時，有許多早期洋房，也是傳統食材（南北貨）、中藥、紡織品及工業用品的集散地。境內的臺北孔子廟與大龍峒保安宮為主要的觀光景點。
2010年臺北市舉辦臺北國際花卉博覽會而制定區花，大同區為茶花，臺北市政府民政局也特別製作區花版門牌。

## 歷史
本區北部原名巴浪泵社，為臺灣平埔凱達格蘭族（巴賽族）的一支系部落。乾隆28年（1763年）余文儀續修臺灣府志時，載有「大浪泵庄」。道光24年（1844年）之契字述及「大隆同四十四坎」，即稱「大隆同」。南部則為圭武卒社（奎府聚社）活動範圍。
清同治年間，本區北部屬淡水廳大加臘堡「大隆同庄」，南部屬「奎府聚庄」。
1879年，屬臺北府淡水縣大加蠟堡大隆同庄、奎府聚庄。。
1895年，日治初期原臺北府改設臺北縣，1901年臺北縣裁撤，改隸臺北廳。
1909年，臺北廳直轄地方分為艋舺、大稻埕、大龍峒、古亭村4區，其中大龍峒區橫跨今大同、中山兩區部分地區。戰後大同區包含大龍峒區之大龍峒街、番仔溝，以及部分的牛埔、山子腳，部分大稻埕區之大稻埕。
1920年，施行市制，臺北州及臺北市設立，街改制為大字。1922年町名改正，市區大字改劃為町，大龍峒町、河合町、蓬萊町及部分太平町、大橋町在戰後大同區轄內。
1946年1月，戰後被中華民國政府接管而改制省轄市時，臺北市被重新劃為十區。本區合併日治時代的大龍峒町、河合町、蓬萊町及部分太平町、大橋町，但因轄區內有臺北孔廟及大同路（改名大同街，現已解編），為了紀念孔子禮運大同之精神，以舊地名「大龍峒」縮略命名為「大同區」:135。
1990年，臺北市行政區重劃，大同區合併大稻埕地區之建成區、延平區。

## 地理

### 位置
- 東：以臺北捷運淡水線用地西側與中山區為界。
- 西：以淡水河中心線與新北市三重區為鄰。
- 南：以市民大道、延平北路一段、忠孝西路二段與中正區、萬華區為界。
- 北：以中山高速公路用地北側及基隆河中心線與士林區為界。

### 人口
根據臺北市大同區戶政事務所統計，2024年底大同區戶數約5.4萬戶，人口約11.9萬人，人口密度每平方公里約2.1萬人，在全臺灣所有鄉鎮市區中，人口密度高居全臺第八。區內人口最多與最少的里分別是雙連里與景星里，2024年底兩里人口分別為9,112人與2,335人。

## 政治

### 區政組織
大同區公所是臺北市政府在大同區的派出機關，在中華民國政府架構中為市政府綜理區政的執行機關，上級業務監督機關為臺北市政府。区长由市長任命，其任期為無任期保障。在區長及主任秘書之下，設有5課4室等9個內部單位。

### 行政區劃

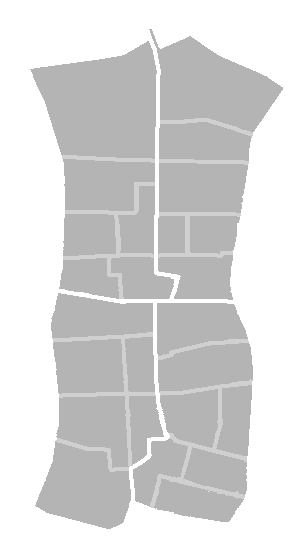
臺北市大同區次分區位置圖：蘭州次分區（左上）、大龍次分區（右上）、延平次分區（左下）、建成次分區（右下）。

| 聚落名          | 里別   | 里別        | 次分區      | 備註  |
| --------------- | ------ | ----------- | ----------- | ----- |
| 大稻埕          | 玉泉里 | 永樂里      | 延平 次分區 |       |
| 大稻埕          | 朝陽里 | 大有里      | 延平 次分區 |       |
| 大稻埕          | 延平里 | 南芳里      | 延平 次分區 |       |
| 大稻埕          | 景星里 | 隆和里      | 蘭州 次分區 |       |
| 大稻埕          | 國順里 | 國慶里      | 蘭州 次分區 | [ 7 ] |
| 大龍峒          | 國順里 | 國慶里      | 蘭州 次分區 | [ 7 ] |
| 鄰江里          | 老師里 | [ 8 ]       | 蘭州 次分區 |       |
| 重慶里          | 保安里 | 大龍 次分區 |             |       |
| 至聖里          |        | 大龍 次分區 |             |       |
| 揚雅里          | 斯文里 | 大龍 次分區 |             |       |
| 牛埔 （蓬萊）   | 蓬萊里 | 蓬萊里      |             |       |
| 牛埔 （蓬萊）   | 民權里 | 雙連里      | 建成 次分區 |       |
| 大稻埕 （建成） | 星明里 | 光能里      | 建成 次分區 |       |
| 大稻埕 （建成） | 建功里 | 建泰里      | 建成 次分區 |       |
| 大稻埕 （建成） | 建明里 |             | 建成 次分區 |       |

## 教育

### 高級中等學校
- 臺北市立明倫高級中學
- 臺北市立成淵高級中學
- 臺北市私立靜修高級中學
- 臺北市私立志仁高級中學職業進修學校
- 臺北市私立稻江高級商業職業學校

### 國民中學
- 臺北市立成淵高級中學國中部
- 臺北市立建成國民中學
- 臺北市立重慶國民中學
- 臺北市立蘭州國民中學
- 臺北市立民權國民中學
- 臺北市立忠孝國民中學
- 臺北市私立靜修高級中學附設國中部

### 國民小學
- 臺北市大同區大同國民小學
- 臺北市大同區大龍國民小學
- 臺北市大同區太平國民小學
- 臺北市大同區雙蓮國民小學
- 臺北市大同區大橋國民小學
- 臺北市大同區日新國民小學
- 臺北市大同區永樂國民小學
- 臺北市大同區延平國民小學
- 臺北市大同區蓬萊國民小學
- 臺北市大同區明倫國民小學(1964-2013)：臺北市大同區保安里承德路三段285號(明倫社會住宅)

### 幼兒園
- 永樂國民小學附設幼兒園
- 明倫國民小學附設幼兒園
- 大橋國民小學附設幼兒園
- 大同國民小學附設幼兒園
- 雙蓮國民小學附設幼兒園
- 延平國民小學附設幼兒園
- 大龍國民小學附設幼兒園
- 蓬萊國民小學附設幼兒園
- 太平國民小學附設幼兒園
- 日新國民小學附設幼兒園
- 啟聰學校幼兒部
- 榮星幼兒園
- 徳星幼兒園
- 聖心幼兒園
- 信愛幼兒園
- 太原幼兒園
- 功文成長幼兒園

### 特殊教育學校
- 臺北市立啟聰學校

### 圖書館
- 臺北市立圖書館延平分館[9]
- 臺北市立圖書館大同分館[10]
- 臺北市立圖書館建成分館[11]
- 臺北市立圖書館蘭州民眾閱覽室[12]

## 醫療機構

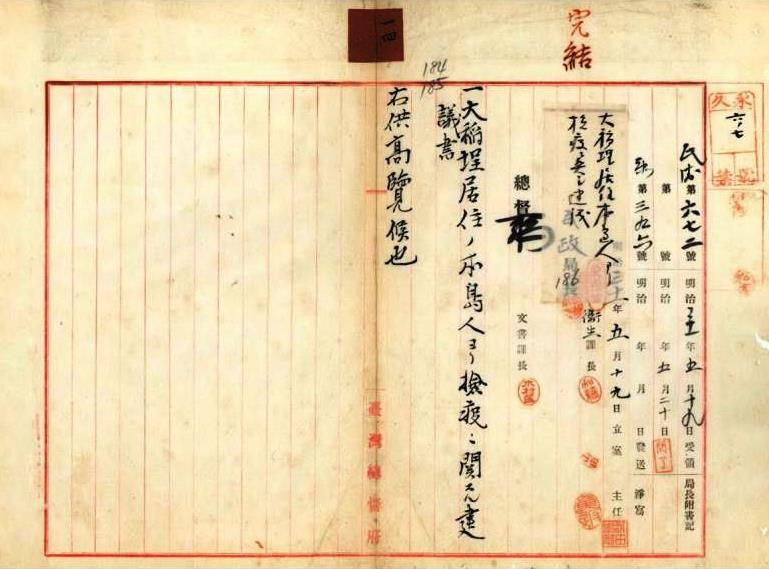
1898年臺灣總督府關於臺北大稻埕居民對檢疫相關建議書之公文封面

- 臺北市立聯合醫院 中興院區(院本部）
- 中華民國防癆協會第一胸腔病防治所

## 交通

### 捷運
台北捷運
- 淡水信義線：圓山站 - 民權西路站 - 雙連站 - 中山站
- 松山新店線：北門站 - 中山站
- 中和新蘆線：大橋頭站 - 民權西路站

### 道路
國道
- 國道一號（中山高速公路）：25 臺北台北交流道、26 環北環北交流道

省道
- 臺1甲線：民權西路、臺北大橋
- 臺2乙線：重慶北路

### 客運
- 臺北轉運站：市民大道一段209號（承德路、市民大道口）

### 未來

#### 捷運
台北捷運
- █ 民生汐止線（規劃中）：大稻埕站

#### 輕軌
- █ 社子輕軌（暫緩規劃）：大橋頭站 - 大龍峒站

## 體育場館
- 大同運動中心：位於本區大龍街51號
- 大同第三運動中心：位於重慶北路3段
- 大同區迪化運動中心：即將於2014年開幕[13]
- 民權西運動中心：將於2015年1月開幕[14]

## 政黨團體
- 時代力量總部：位於臺北市大同區承德路一段17號16樓之5
- 勞動黨總部：位於台北市大同區南京西路344巷25號6樓

## 文化與相關事物

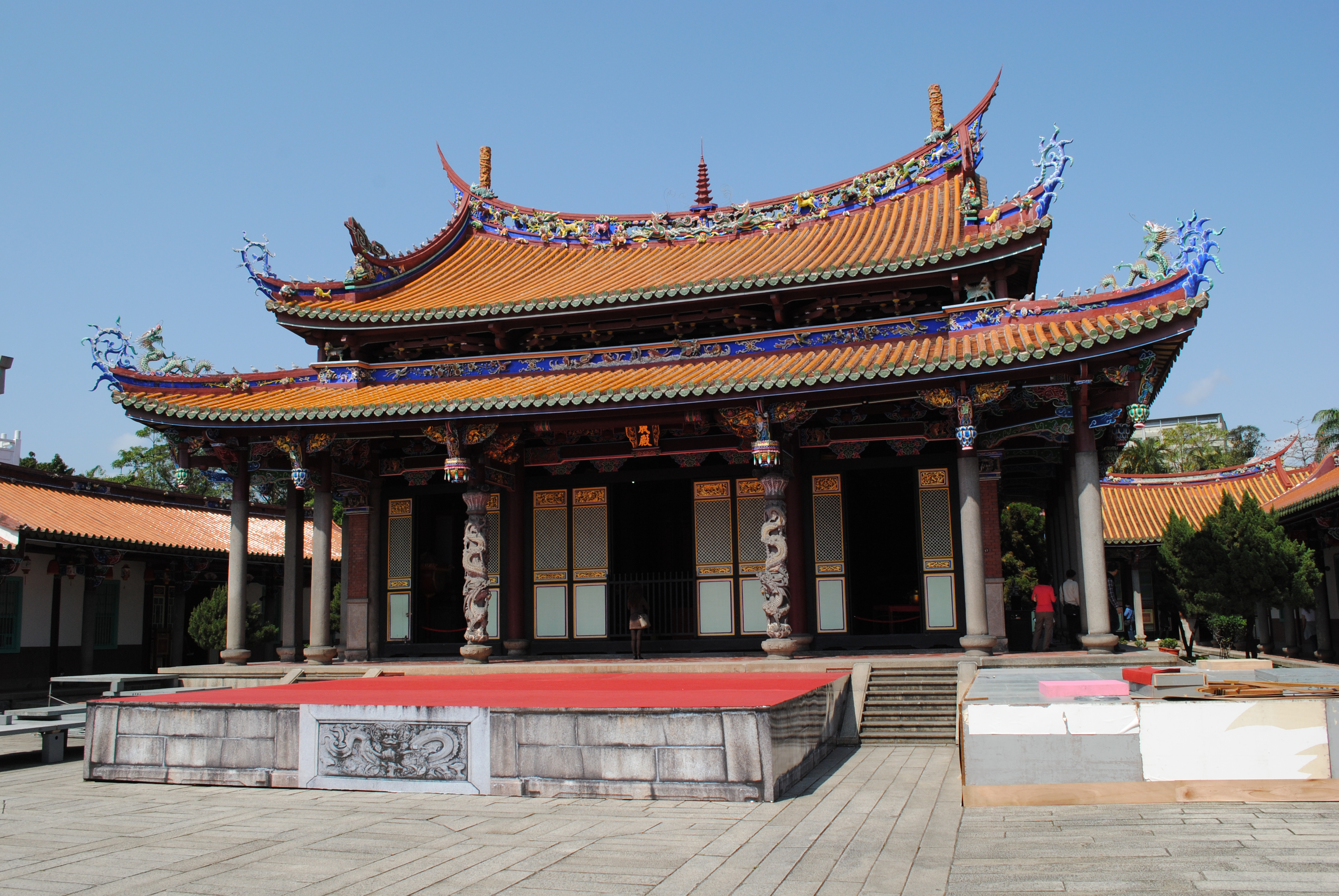
台北孔子廟大成殿

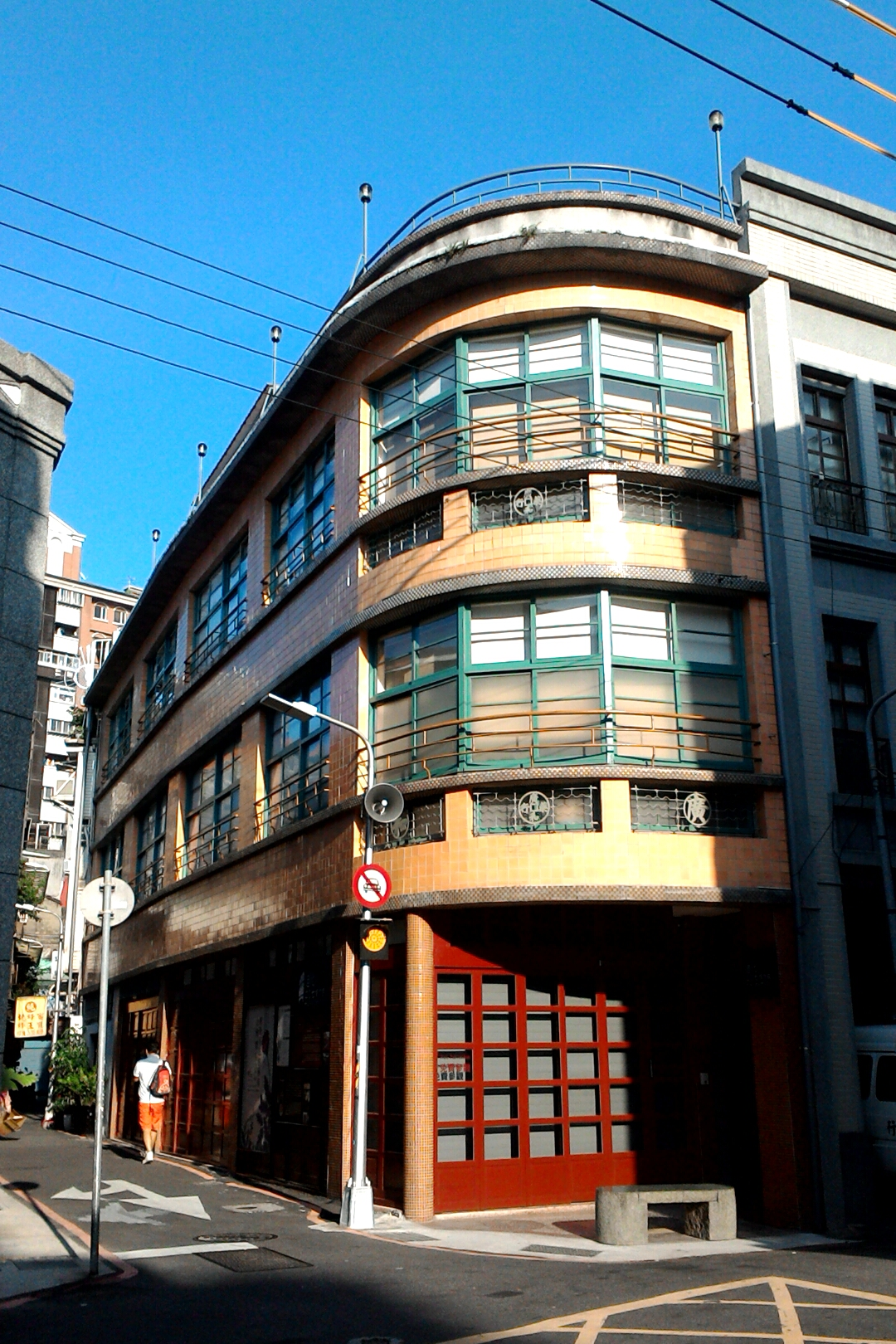
迪化街廣和堂藥舖

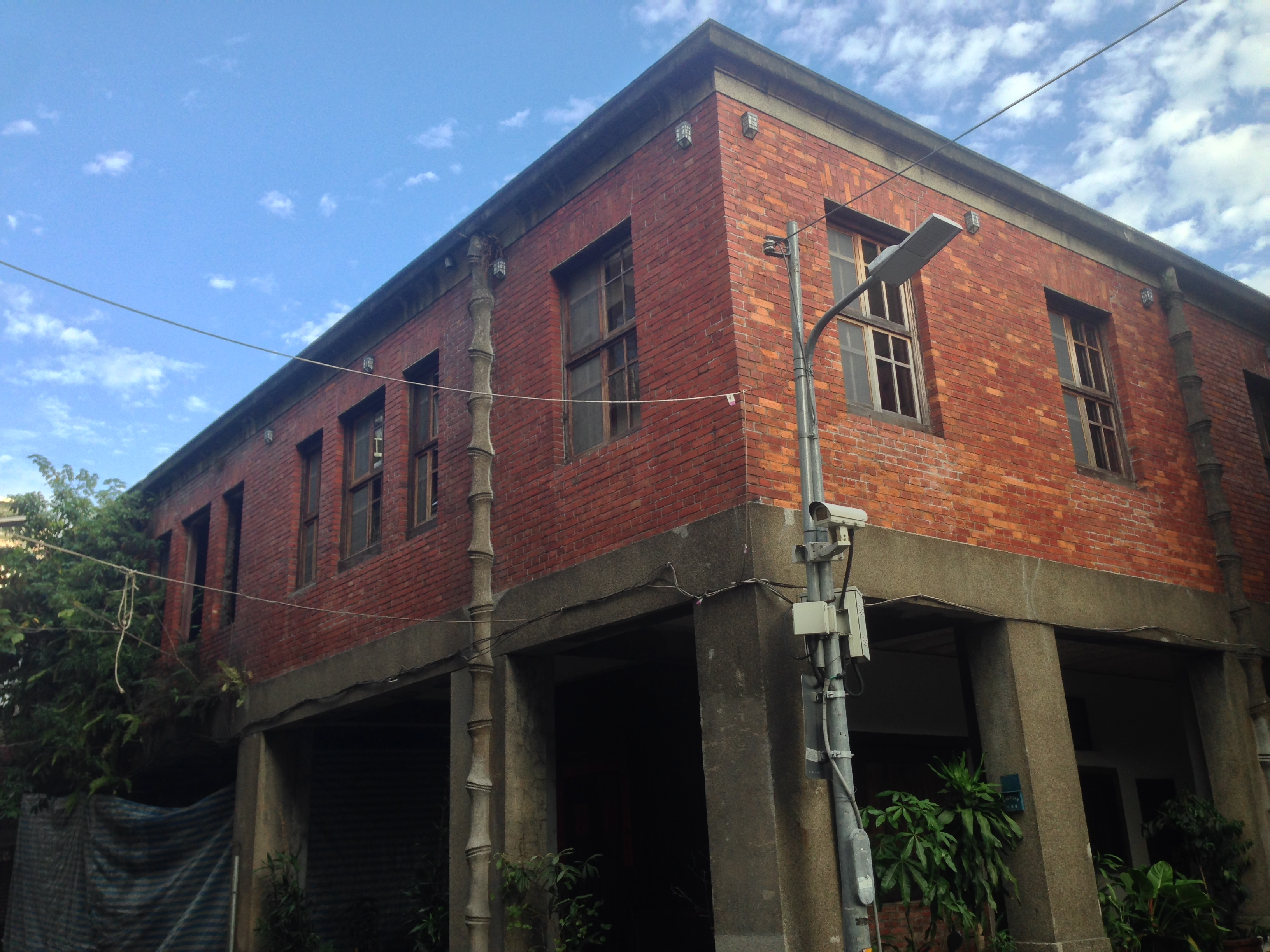
大稻埕千秋街店屋

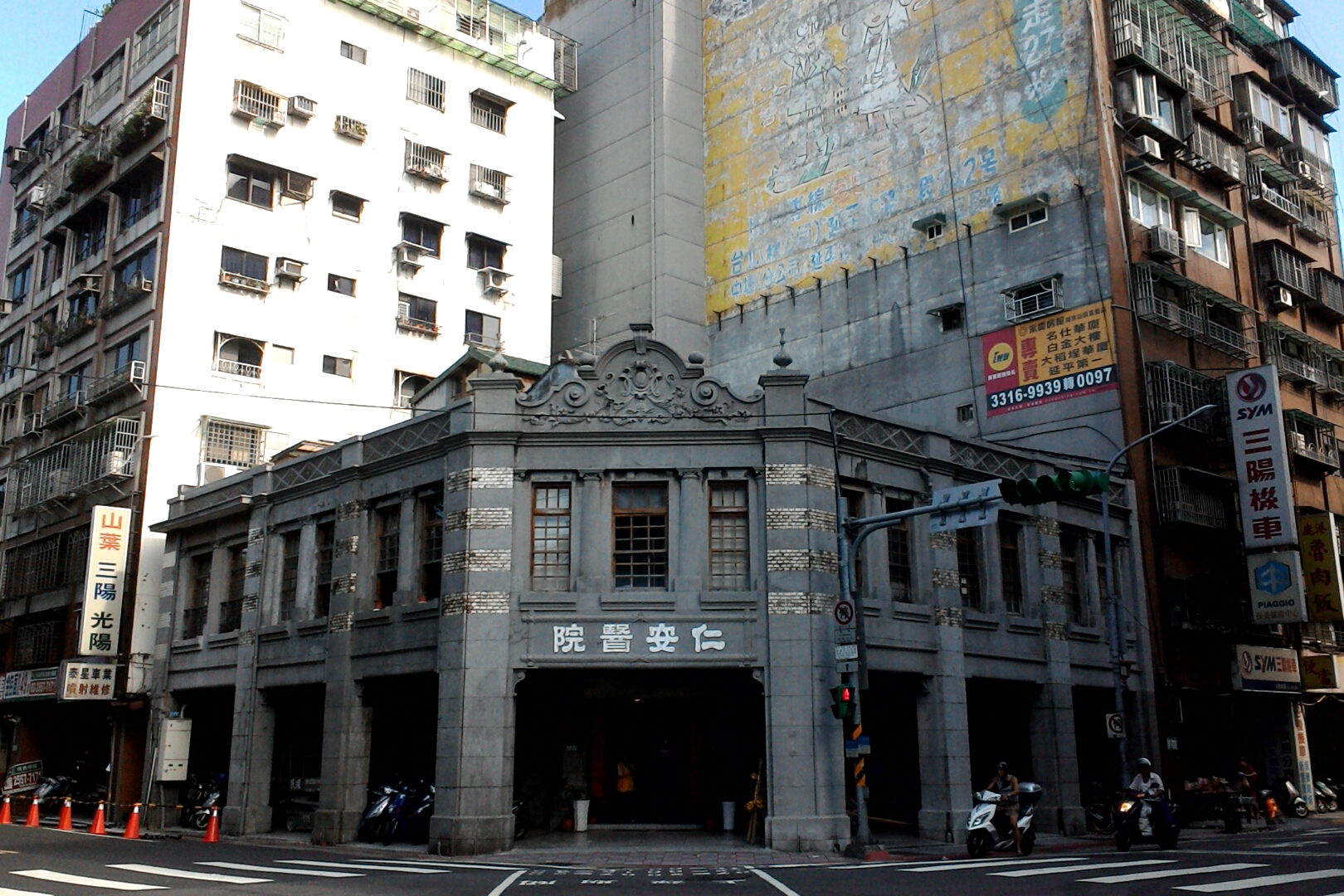
大稻埕仁安醫院（今臺北市社區營造中心）

### 民宅與祠堂
- 陳悅記祖宅（老師府）：建於1807年。
- 陳德星堂：1892年建成。
- 全國林姓宗廟：1901年遷建於大稻埕建成街，1903年落成，1979年改建於「林氏實業大樓」樓頂。
- 大稻埕辜宅：1920年代建成。
- 大稻埕葉金塗宅（改建為大稻埕大樓，由台北城大飯店進駐[15]。一至三樓所保留之葉金塗宅立面為星巴克保安門市[16]）

### 宗教建築
- 大龍峒保安宮：建於1830年。
- 臺北萬和宮：建於1840年。
- 大稻埕霞海城隍廟：建於1856年。
- 大稻埕慈聖宮：創建於1864年。
- 臺北法主公廟：創建於1878年。
- 瞿公真人廟：建於1887年。
- 大龍峒福壽宮：初創於1863年。
- 覺修宮：建於1914年。
- 臺北孔子廟：建於1925年。
- 樹人書院文昌祠：建於1928年。
- 台疆樂善壇：建於1947年
- 菩提講堂：建於1954年。
- 台北市普濟寺：建於1954年。
- 台北豬屠口協天宮：建於1955年。
- 大稻埕醒心宮：建於1969年。
- 臺北舊市場普願宮：建於1898年。

### 公園
- 景化公園
- 延平河濱公園
- 建成公園
- 玉泉公園
- 朝陽茶葉公園
- 至聖公園

### 溝渠
- 番子溝，今已不存在，大致在重慶北路與淡水河間之高速公路南側一帶。

### 歷史街區
- 迪化街
- 牛磨車街（今迪化街2段〉
- 大稻埕

### 藝術空間
- 臺北當代藝術館（日治時期的建成小學校、戰後舊臺北市政府）

### 古蹟、歷史建築
- 臺灣總督府交通局鐵道部：建於1919年。
- 大稻埕圓環防空蓄水池
- 原臺北北警察署（今大同分局）：建於1933年。
- 大稻埕千秋街店屋：清末日治時期初。
- 原枋隙教會：建於1885年。
- 臺灣基督長老教會大稻埕教會：建於1915年。
- 臺灣基督長老教會李春生紀念教會
- 仁安醫院 (臺北市)
- 家樂利小酒館

### 購物
- 京站時尚廣場
- 寧夏夜市
- 延三夜市
- 赤峰街商圈
- 家樂福重慶店
- 大稻埕碼頭貨櫃市集
- 永樂市場

### 奇景
- 臺北大橋機車瀑布：新北市三重區連接到台北市大同區的台北橋，每逢上下班時間，就會出現的「機車瀑布」景象，曾多次登上國際新聞版面，舉世聞名。[17]

### 慶典
- 大稻埕夏日節（大稻埕煙火節）

## 外部連結
- 臺北市大同區公所（繁體中文）